# Himlen runt hörnet
Himlen runt hörnet är ett studioalbum från 1992 av den svenska popartisten Lisa Nilsson. Mauro Scocco skrev alla låtarna. "Vem" skrevs dock tillsammans med Johan Ekelund och spelades ursprungligen in av Ratata. "Försiktigt" hade också spelats in tidigare, med Monica Zetterlund. Hela albumet finns översatt och inspelat på engelska under titeln Ticket to Heaven.
För albumet fick hon även en Grammis i kategorin "Årets album". samt Rockbjörnen i kategorin "Årets svenska skiva". Albumet rankades av Sonic Magazine i juni 2013 som det 70:e bästa svenska albumet någonsin.

## Låtlista
1. Himlen runt hörnet – 5:03
2. Aldrig, aldrig, aldrig – 4:56
3. Du (92) – 4:45
4. Ändå faller regnet – 4:36
5. Varje gång jag ser dig – 4:06
6. Här kommer han – 4:01
7. Om du har något hjärta – 3:55
8. Allt jag behöver – 4:59
9. Vem – 2:50
10. Försiktigt – 6:09

## Medverkande musiker
- David Wilczewski – saxofon
- Johan Ekelund – klaviatur
- Mattias Torell – gitarr
- Lasse Andersson – bas, elpiano
- Per Lindvall – trummor

## Listplaceringar
| Lista (1992) | Topplacering |
| ------------ | ------------ |
| Norge        | 11           |
| Sverige      | 1            |